# Ethiopian Olympic Committee
Das Ethiopian Olympic Committee (IOC-Code: ETH) ist das Nationale Olympische Komitee, das Äthiopien vertritt. Es wurde 1948 gegründet und 1954 vom Internationalen Olympischen Komitee anerkannt.

## Präsidenten
Von 2004 bis 2009 war Dagmawit Girmay Präsidentin des NOK. Abgelöst wurde sie durch Birhane Kidanemariam.